# Ildo Maneiro
Ildo Enrique Maneiro Ghezzi (født 4. august 1947 i Mercedes, Uruguay) er en tidligere uruguayansk fodboldspiller, der spillede som midtbanespiller hos Nacional og Peñarol i sit hjemland, samt for franske Olympique Lyon. Han spillede mellem 1970 og 1979 desuden 33 kampe for Uruguays landshold, som han blandt andet var med til at føre frem til semifinalerne ved VM i 1970.
Efter sit karrierestop var Maneiro træner for både spanske Real Zaragoza, og for Uruguays landshold.